# 水族饲养
水族饲养是指在室内的水族箱或室外的私人池塘（鱼塘）中放养观赏鱼类、虾蟹、水母、烏龜和水草等水生动植物的一种休闲爱好，除了提供通常的个人娱乐外还可以作为室内装饰或园林艺术的一部分。
向公众开放的大型水族饲养场馆称作水族馆，通常还配备有科普教育、纪念品零售、各种海洋哺乳动物的杂技表演等娱乐服务，是具有博物馆性质的一种游乐园。
商业化的水族饲养称作水产养殖，其相关产业作为农业的一个分支，目前十分壮大。用于商业水产养殖的设施称为养鱼场。

## 分类
水族饲养通常分为淡水、半淡水以及咸水三大类。